# Університетська площа (Харків)
Університетська площа — площа в центрі Харкова, яка виникла однією з перших на території Харківської фортеці. Розташована на Університетській гірці, адміністративно належить Шевченківському району міста Харкова. Єдиний об'єкт у м. Харків, який має назву площа, а не майдан.
Університетська площа перетинається Університетською вулицею, обмежена з півночі Соборним узвозом, зі сходу — Успенським собором, а з півдня — колишніми будівлями Харківського Імператорського університету та з заходу — урвищем до Клочківської вулиці та річки Лопань.

## Історія
Площа сформувалася на території Харківської фортеці ще під час будівництва Успенського собору, здійсненого в 1657 році. У 1919 році площа була ненадовго перейменована на Радянську, а пізніше на Університетську.

## Будівлі

### Успенський собор
Собор Успіння Пресвятої Богородиці — найдавніший храм міста Харкова, після будівництва в середині XVII століття ще кілька разів перебудовувався. Останній кам'яний храм XVIII століття виконаний у стилі бароко. Олександрівська дзвіниця храму заввишки 89,5 метра побудована в XIX столітті в стилі класицизму і до 2006 року була найвищою кам'яною будівлею в місті. У соборі з 1986 року діє Будинок органної та камерної музики.
| |                   |                                              |
| Сквер перед Успенським собором на Університетській площі. Вигляд від перехрестя вул. Клочківській і Соборного спуску. | Успенський собор. | Олександрівська дзвіниця Успенського собору. |

### Губернаторський палац
Губернаторський палац і, в подальшому, колишній головний корпус Харківського Імператорського університету побудований у другій половині XVIII століття в стилі бароко. В оформленні фасаду використовувалися тонко канелюровані пілястри іонічного ордеру, двоповерхові флігелі частково рустовані, в нішах розташовані вази. У дворі, в побудованому в 1787 році урочистому залі, в 1791 році відкрився перший харківський театр.

### Присутствені місця
Будівництво першого кам'яного будинку присутствених місць проводилося наприкінці XVIII — початку XIX століття, а в середині XIX століття будівлю перебудували за новим проектом. У 1930-х роках будівля була реконструйована в стилі конструктивізму і у ній розмістився Всеукраїнський Будинок Червоної Армії імені К. Е. Ворошилова. Під час німецько-радянської війни будинок було зруйновано, а на його місці розбито сквер.
| | | |
| Будинок присутствених місць 1785—1805 років споруди. Вид присутствених місць на початку XVIII століття від Університетської вулиці північній частині Соборної площі. Зліва видно стара дзвіниця Успенського собору. | Будинок присутствених місць 1854 року побудови. Вигляд з південного боку Соборної площі. На передньому плані ліворуч видно газовий ліхтар вуличного освітлення. Зліва видно початок двоповерхового хімічного корпусу Харківського Імператорського університету. | Всеукраїнський Будинок Червоної Армії імені К. Е. Ворошилова після проведеної в 1932—1933 роках реконструкції та добудови. |

## Сквер «Вічний вогонь»
Розбили сквер на місці зруйнованої будівлі Будинку Червоної Армії і решти площі. У ньому розташований пам'ятник борцям Жовтневої революції. Його збудували за проектом архітектора Л. В. Гурової 6 листопада 1957 року до 40-ї річниці Жовтневої революції. Пам'ятник виконаний з полірованого червоного граніту у вигляді куба, на якому знаходиться приспущений бронзове прапор і напис:
|  | В день 40-летия Великого Октября тем, кто отдал свою жизнь за власть Советов |

12 липня 1958 року до 40-річчя Комуністичної партії України перед пам'ятником запалили вічний вогонь.}}
У 2008 році реконструювали сквер, замінили паркове освітлення, доріжки замостили плиткою.

## Транспорт

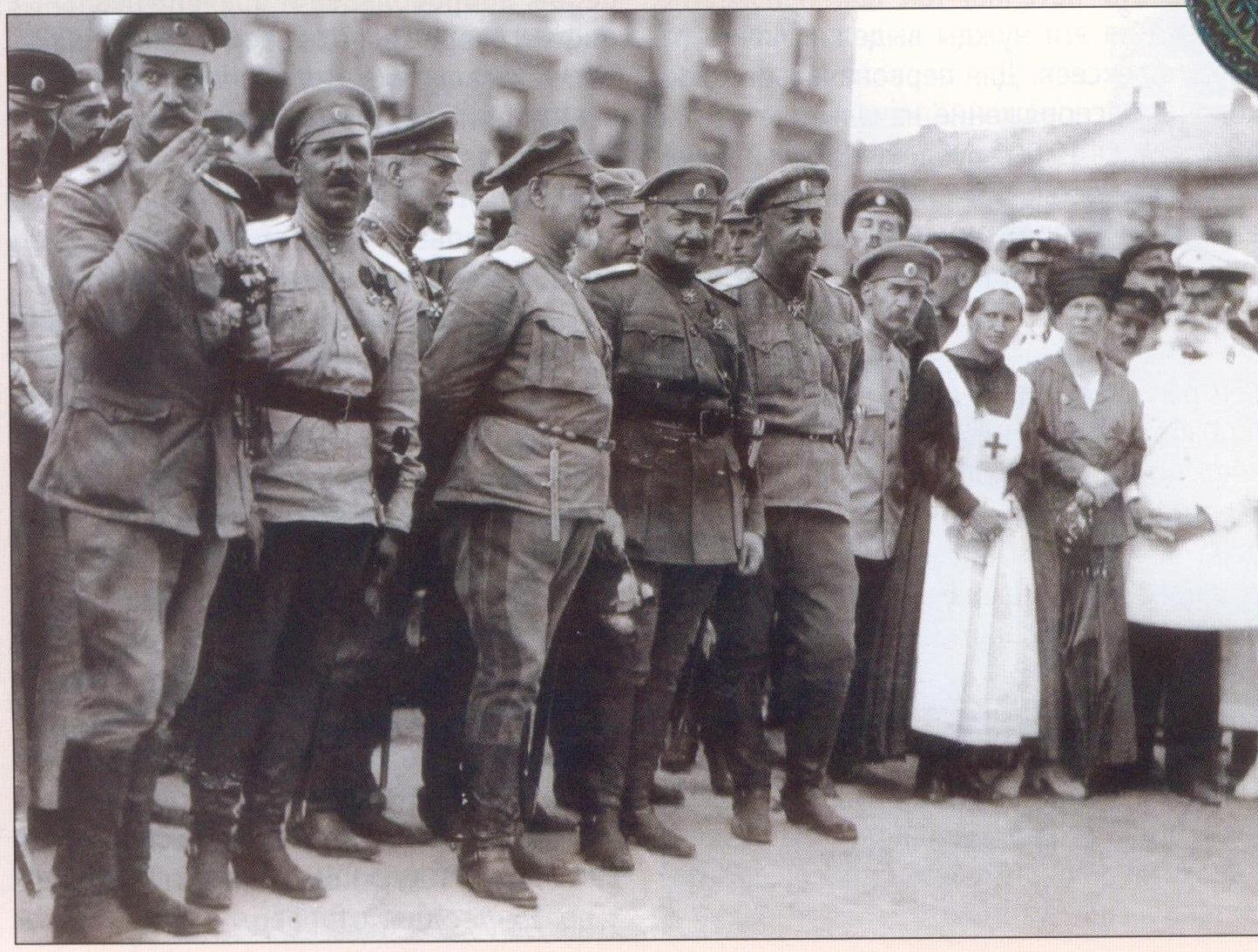
Вищі чини Збройних Сил Півдня Росії, включаючи генералів Антона Денікіна та Івана Романовського, на тлі будівлі присутствених місць під час параду 5 липня (22 червня ст. ст.) 1919 року.

За декілька сотень метрів північніше, в районі майдану Конституції розташований пересаджувальний вузол між Холодногірсько-Заводської та Салтівської лініями метро, що складається із станцій «Майдан Конституції» та «Історичний музей». Безпосередньо біля площі розташована кінцева автобусного маршруту № 239, який слідує на Холодну гору і Залютине.

## Університетська площа в мистецтві
Університетська площа згадується в романі Володимира Бєляєва «Стара фортеця» (1959; екранізація — 1973—1976), а також у романі Ігоря Болгарина та Георгія Сіверського «Ад'ютант його превосходительства» (1968), за яким авторами був написаний сценарій і вже в 1969 році знятий однойменний історико-пригодницький п'ятисерійний телефільм «Ад'ютант його високоповажності».